# Шакимов, Булат Адиетович
Булат Адиетович Шакимов (4 июня, 1956, село Паника, Таскалинский район, Западно-Казахстанская область, Казахская ССР) — бывший аким города Уральска.

## Трудовая биография
В 1973 году начал работать рабочим совхоза имени 40 лет КазССР Каменского района.
С 1974 по 1979 год учился в Западно-Казахстанском сельскохозяйственном институте по специальности «инженер-механик».
С 1989 по 1991 год учился в Алма-Атинском институте политологии и управления, в 2008 году прошел обучение на учебных курсах в Лондонской школе экономики и политических наук.
С 1979 по 1985 год — преподаватель СПТУ-177 Каменского района, секретарь комитета комсомола СПТУ-177, мастер участка по ремонту автотранспортного предприятия «Транссельхозтехника».
C декабря 1985 по 1991 год — инструктор Каменского райкома Компартии Казахстана, секретарь парткома совхоза имени 40 лет КазССР.
1991 год — референт первого секретаря Уральского обкома партии — председателя областного Совета Народных депутатов, главный инспектор организационно-инспекторского отдела областной администрации.
С 1992 по 1993 год — главный инспектор, референт Западно-Казахстанской областной администрации.
С июня 1993 по 2002 год — Директор ТОО «Бота», директор ТОО СУ «Спецстрой».
C декабря 2004 по ноябрь 2007 года — аким Таскалинского района Западно-Казахстанской области.
C ноября 2004 по 14 января 2012 года — аким Бурлинского района Западно-Казахстанской области.
24 января 2012 года назначен акимом города Уральск.
4 апреля 2013 года уволился по собственному желанию.

## Почётные звания
Член Союза писателей России.
Почётный гражданин Дергачевского района Саратовской области.
Почетный гражданин Таскалинского и Бурлинского районов Западно-Казахстанской области
За книгу «Что там, за далью?» в 2010 году Булат Шакимов удостоен международной литературной Премии имени Валентина Пикуля и золотой медали им. В. Пикуля.
.p
В 2011 году Булат Шакимов удостоен литературной премии и медали им. А. П. Чехова, которую вручил председатель Московской городской организации Союза Писателей России Владимир Бояринов. 
Шакимов Булат в 2012 году стал лауреатом Всероссийской литературной премии "Традиция" (за развитие русской классической литературы). Премию вручал председатель Правления Союза писателей России Валерий Ганичев.

## Творчество
Рассказ «Дождливым осенним днем» напечатанный в 1983 году в журнале «Литературная учеба» получил хорошую оценку писателя Анатолия Приставкина. Делегат Республиканского (1983) и Всесоюзного (1984) совещания молодых писателей. Публиковался во всесоюзных, российских и республиканских журналах. Автор сборников рассказов «День из детства» («Жалын», 1987), «Что там, за далью?» («Российский писатель», 2010).